# ناوگان هفتم ایالات متحده آمریکا
ناوگان هفتم یک ناوگان شماره‌گذاری شده از ناوگان‌های نیروی دریایی ایالات متحده است. مقر آن یوکوسوکا، استان کاناگاوا، کشور ژاپن است. این ناوگان بخشی از ناوگان اقیانوس آرام ایالات متحده است. یکی از ۸ سازمان دارای یونیفرم نظامی در آمریکا است.
در حال حاضر، ناوگان هفتم با ۵۰ تا ۷۰ کشتی، ۱۵۰ هواپیما و۱۷زیردریایی و ۲۷۰۰۰ ملوان و تفنگدار دریایی، بزرگ‌ترین ناوگان در میان ناوگان‌های پیشرو در ایالات متحده است.که مسئولیت اصلی آن فرماندهی مشترک در بلایای طبیعی یا عملیات‌های ضربتی نیروی دریایی، نیروی هوایی و نیروی زمینی به صورت نظامی و فرماندهی عملیاتی همهٔ نیروهای دریایی ایالات متحده در منطقه است.

## عملیات

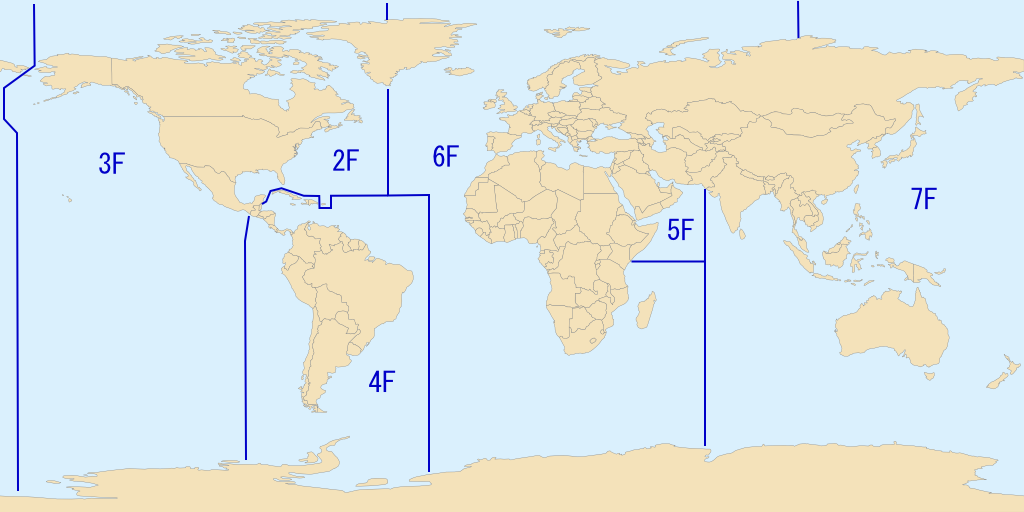
منطقه مسئولیت ناوگان هفتم، ۲۰۰۹.

از مجموع ۵۰ تا ۶۰ کشتی که معمولاً به ناوگان هفتم اختصاص داده می‌شود، ۱۸ کشتی از تأسیسات ایالات متحده در ژاپن و گوام فعالیت دارند. این واحدهای مستقر به جلو نشان‌دهنده قلب ناوگان هفتم و محورهای حضور رو به جلو آمریکا در آسیا هستند. سه تا پنج برابر تعداد کشتی‌های مبتنی بر چرخش در ایالات متحده برای برابری با این ۱۸ کشتی مستقر در برابر بحران، برابر است. در هر روز، حدود ۵۰ درصد از نیروهای ناوگان هفتم در دریا در سراسر منطقه مسئولیت مستقر هستند و به صورت چرخشی کار می‌کنند.
پس از پایان جنگ سرد، دو سناریو اصلی نظامی، برای ناوگان هفتم در نظر گرفته شد که در صورت درگیری در کره یا درگیری بین جمهوری خلق چین و تایوان (جمهوری چین) در تنگه تایوان این نیرو وارد عمل خواهد شد.
در ۱۰ می ۲۰۱۲ گزارش شد، که کشتی یو اس اس آزادی در بهار شمالی ۲۰۱۳ برای یک استقرار تقریباً ۱۰ ماهه به سنگاپور اعزام خواهد شد. در ۲ ژوئن ۲۰۱۲، وزرای دفاع ایالات متحده و سنگاپور اعلام کردند که سنگاپور «در اصل» با درخواست ایالات متحده «برای استقرار حداکثر چهار کشتی جنگی ساحلی به سنگاپور به صورت چرخشی» موافقت کرده‌است. بااین‌حال، مقامات تأکید کردند که کشتی‌ها به‌طور دائم در آن‌جا مستقر نخواهند شد و خدمه آن‌ها در طول بازدید از کشتی روی آن ساکن خواهند شد.

## سازمان ناوگان
ناوگان هفتم به صورت نیروهای ویژه سازماندهی شده‌است.

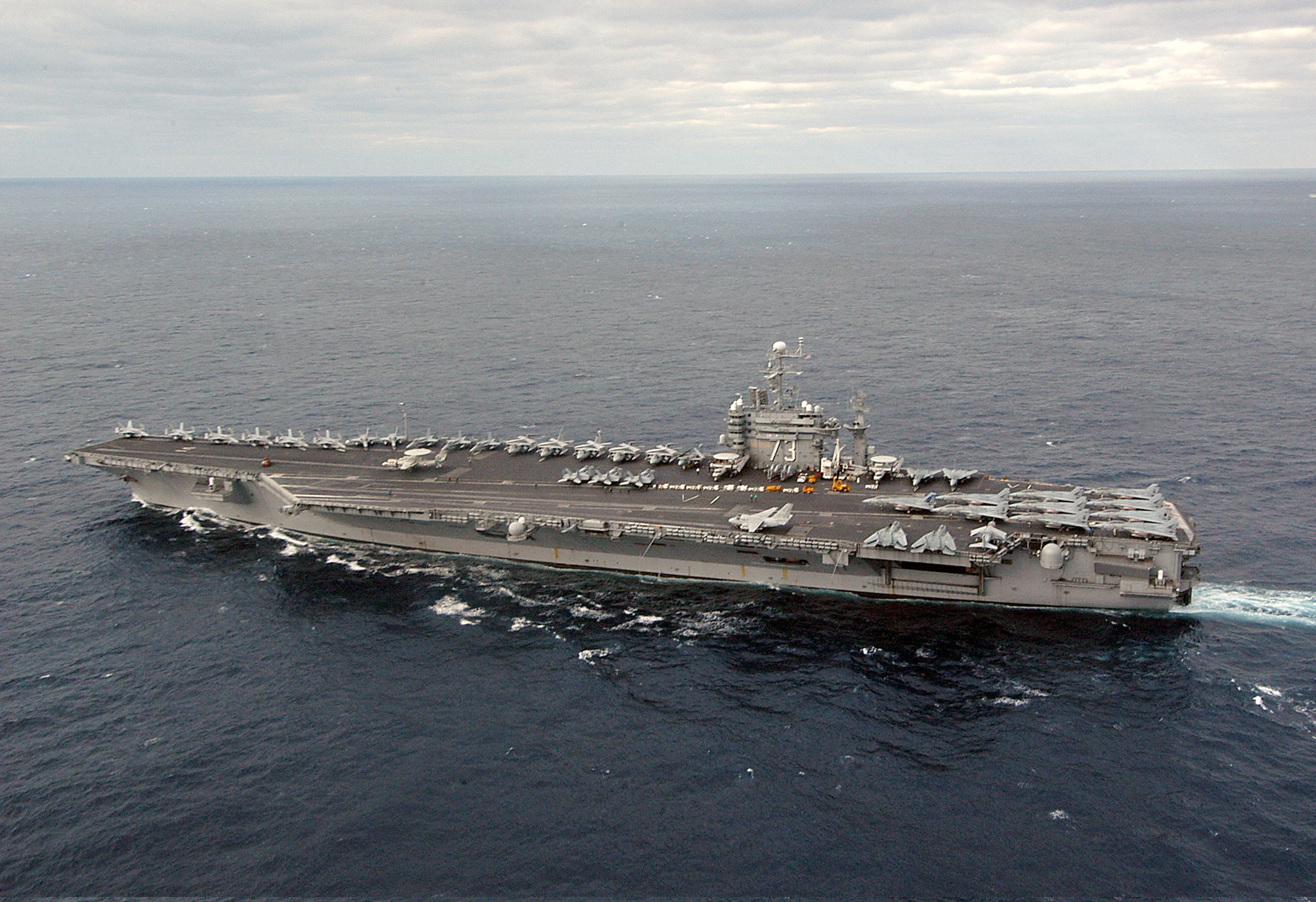
ناو هواپیمابر یو اس اس جورج واشینگتن پیش از سال ۲۰۱۷ پرچمدار گروه ویژه ۷۰ ناوگان هفتم ایالات متحده بود.

گروه ویژه ۷۰- نیروی نبرد و ضربت ناوگان هفتم است و از دو جزء متمایز تشکیل شده‌است: ناوگان هفتم نیروی رزمی سطحی، متشکل از رزم‌ناوها و ناوشکن‌ها، و ناوگان هفتم نیروی ضربتی حامل، که حداقل از یک ناو هواپیمابر و بال هوایی سوار شده آن تشکیل شده‌است. نیروی نبرد در حال حاضر حول محور نیروی پنجم ضربت، ناو هواپیمابر یو اس اس رونالد ریگان است که مسئول آموزش در سطح واحد، آموزش یکپارچه و آمادگی کشتی‌ها و اسکادران‌های هوانوردی گروه است. کارکنان نیروی پنجم ضربت به‌عنوان تنها گروه حمله ناو هواپیمابر مستقر به‌طور مستمر، هنگامی که گروه حمله در یوکوسوکا است، از کار کنار نمی‌روند، بلکه در عوض به حفظ مسئولیت‌های فرماندهی در مورد استقرار گروه‌های ضربتی حامل و رزم ناوها، ناوشکن‌ها و ناوچه‌های مستقر مستقل ادامه می‌دهند. در منطقه عملیاتی ناوگان هفتم فرمانده و کارکنان همچنین در طول سال علاوه بر وظایف نیروی پنجم ضربت، وظایف سطح بالاتر گروه ویژه ۷۰ را نیز بر عهده دارند. ترکیب گروه ضربتی در کنار یو اس اس رونالد ریگان در طول سال متفاوت است.
فرمانده نیروی پنجم ضربت همچنین به‌عنوان ناوگان هفتم نیروی نبرد و فرمانده، گروه ضربت برای ناوگان هفتم خدمت می‌کند. در این مسئولیت‌ها، نیروی پنجم ضربت به‌عنوان فرمانده تمام نیروهای سطحی (گروه‌های حمله ناو، مستقر مستقل رزمناوها، ناوشکن‌ها و ناوچه‌ها) در منطقه مسئولیت ناوگان هفتم خدمت می‌کند.
گروه ویژه ۷۱ شامل تمام واحدهای جنگ ویژه نیروی دریایی و واحدهای متحرک خنثی‌سازی مهمات انفجاری اختصاص داده شده به ناوگان هفتم است که در گوام مستقر است.
گروه ویژه ۷۲ نیروی گشت و شناسایی، ناوگان هفتم است. این در تأسیسات هوایی نیروی دریایی میساوا(پایگاه هوایی Misawa)، ژاپن واقع شده‌است. این هواپیما عمدتاً از هواپیماهای جنگی ضد زیردریایی و سکوهای نظارت هوابرد دریایی مانند هواپیماهای شناسایی لاکهید پی-۳ اوریون و لاکهید ئی‌پی-۳که در پایگاه‌های زمینی فعالیت می‌کنند، تشکیل شده‌است. در اواخر جنگ کره، Commander Task Force 72 پرچم خود را به یو اس اس پین ایسلند منتقل کرد. در ۷ مارس و جدایی از VP-42 نیز USS Salisbury Sound را برای مناقصه هواپیمای دریایی ترک کردند. در همان روز، گروه ضربت هفتاد و دو به عنوان نیروی گشتی فورموسا زیر نظر دریاسالار ویلیامسون در جزیره پاین تأسیس شد.
Task Force 73/Commander, Logistics Group Western Pacific – نیروی لجستیک ناوگان هفتم متشکل از کشتی‌های تدارکاتی و سایر کشتی‌های پشتیبانی ناوگان. دفتر مرکزی آن در سنگاپور است.
گروه ویژه 74 - TF ۷۴ نامی بود که برای گروه نبرد اینترپرایز در سال ۱۹۷۱ استفاده شد. امروزه، این نیروی زیردریایی ناوگان مسئول برنامه‌ریزی و هماهنگی عملیات زیردریایی در منطقه عملیاتی ناوگان هفتم است.
Task Force 75 – فرماندهی نیروهای اعزامی نیروی دریایی اقیانوس آرام، اولین گروه عملیاتی ناوگان هفتم است. CTF 75 واقع در کمپ کاوینگتون، گوام، مسئول برنامه‌ریزی و اجرای عملیات رودخانه‌های ساحلی، خنثی‌سازی مهمات انفجاری، غواصی، مهندسی و ساخت و ساز زیر آب در سراسر منطقه مسئولیت ناوگان هفتم است.
Task Force 76 - گروه ضربت حمله آبی خاکی که در حال حاضر مقر آن در ناوگان ایالات متحده Sasebo است و عمدتاً مسئول پشتیبانی از عملیات فرود دریایی است. این نیرو متشکل از واحدهایی است که قادر به تحویل نیروهای تهاجمی از کشتی به ساحل هستند، مانند کشتی‌های تهاجمی دوزیست  America-class  Wasp-class و کشتی‌های فرود.
Task Force 77 – 7th Fleet Mine Warfare Force متشکل از مین‌های متقابل، شکارچی مین و کشتی‌های کنترل مین و همچنین هلیکوپترهای مقابله با مین (MH-53). این گروه ضربت تنها در حین عملیات رزمی خاص فعال می‌شود و توسط فرمانده فرماندهی جنگ مین تکمیل می‌شود. فرماندهی جنگ مین اکنون منحل شده و با فرماندهی جنگ مین و ضد زیردریایی نیروی دریایی، پایگاه نیروی دریایی پوینت لوما، کالیفرنیا جایگزین شده‌است.
Task Force 78 – در سال ۱۹۷۳، Task Force 78 به عنوان نیروی پاکسازی مین ایفای نقش کرد که بندر Haiphong را در عملیات End Sweep پاکسازی کرد. عناصر اصلی نیروی جنگ مین نیروی دریایی ایالات متحده، از جمله فرماندهی متحرک مین (MOMCOM)، گروه پشتیبانی جنگ مین (MWFSG) و HM-12 توسط C-5A به NAS Cubi Point در فیلیپین منتقل شدند. این متخصصان هسته گروه ضربت ۷۸ را به فرماندهی دریاسالار عقب برایان مک کاولی برای عملیات End Sweep تشکیل دادند. فرمانده، نیروی مین، ناوگان اقیانوس اطلس ایالات متحده، در سپتامبر ۱۹۷۲ به‌عنوان فرمانده نیروی عملیاتی ۷۸ به معاون دریاسالار جیمز ال. هالووی III، فرمانده ناوگان هفتم گزارش داده‌بود. TF 78 به‌طور رسمی در نوامبر ۱۹۷۲ فعال. با این حال، مشخص شد که به هلیکوپترهای بیشتری نیاز است. در پاسخ به درخواست نیروی دریایی برای کمک، فرمانده ژنرال، نیروی دریایی ناوگان اقیانوس آرام (CG FMFPAC) دستور داد که HMH-463 از MCAS Kaneohe Bay، هاوایی، به NAS Cubi Point، مستقر شود تا به Task Force 78 بپیوندد. در ۲۷ نوامبر ۱۹۷۲، با حمایت کارآمد سرهنگ. هواپیمای بیل کراکر MAG-24، HM-463 در پرل هاربر در کشتی یواس‌اس Inchon سوار شد.یواس‌اس Inchon که از نورفولک برای تقویت نیروهای دوزیست ناوگان هفتم و شرکت در End Sweep در راه بود.

## کشتی‌های ناوگان هفتم مستقر به جلو

### فعالیت‌های ناوگان ایالات متحده یوکوسوکا، ژاپن

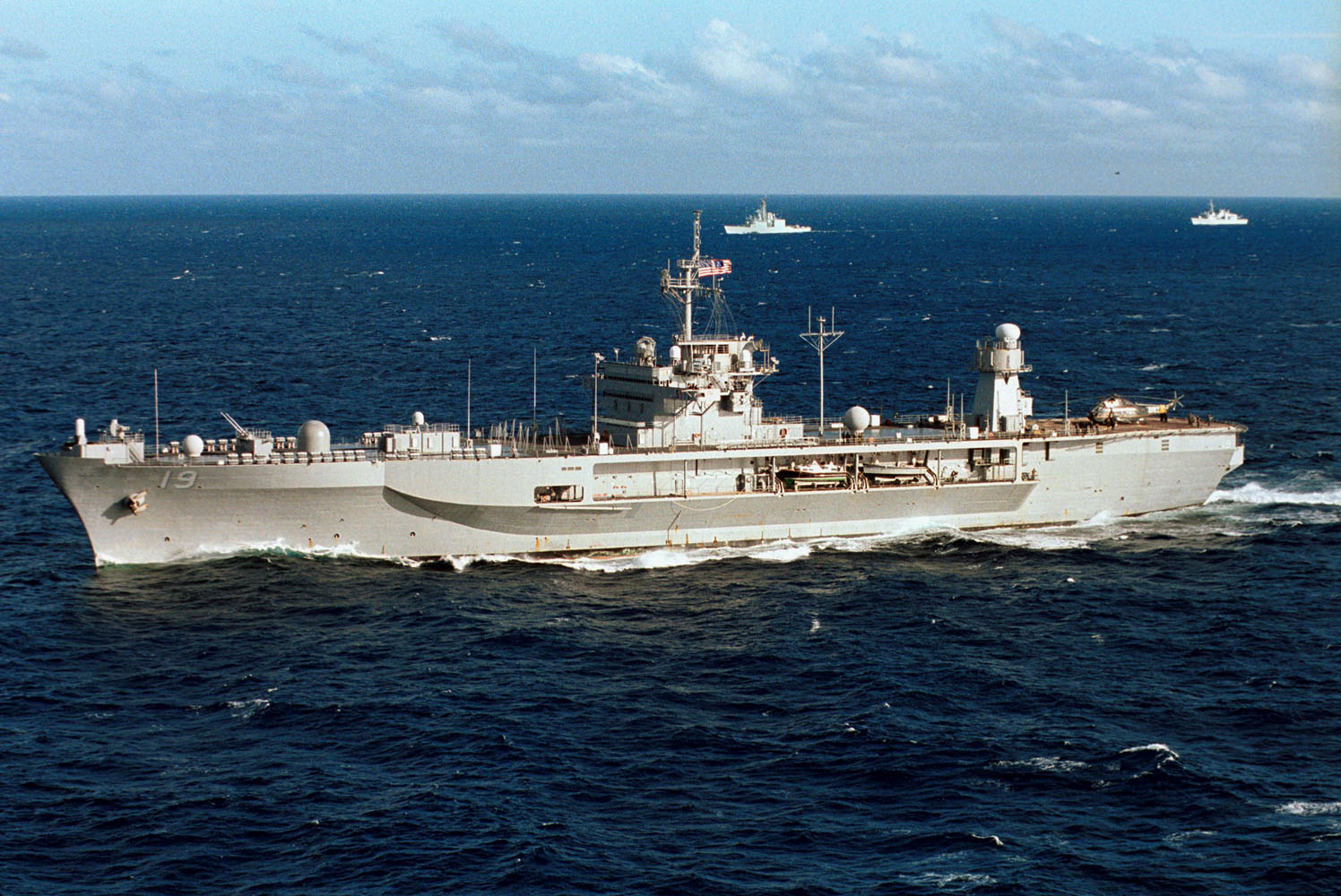
، ناو سرفرماندهی، ناوگان هفتم ایالات متحده.

- Carrier Strike Group Five: یو اس اس رونالد ریگان، یو اس اس انتیتام، یوا Chancellorsville (CG-62) و یوا Shiloh (CG-67).
- ناوشکن اسکادران ۱۵: یوا Barry (DDG-52)، یوا Benfold (DDG-65)، یوا Milius (DDG-69)، یوا Higgins (DDG-76)، یوا Howard (DDG-83)، یوا Dewey (DDG-105) و یوا Rafael Peralta (DDG-115).
- یوا Blue Ridge (LCC-19) (گل سرسبد)

### فعالیت‌های ناوگان ایالات متحده ساسبو، ژاپن
- یواس‌اس آمریکا (ال‌اچ‌ای-۶)
- یو اس اس نیو اورلینز
- یو اس اس گرین بی
- یواس‌اس راشمور (ال‌اس‌دی-۴۷)
- یواس‌اس اشلند (ال‌اس‌دی-۴۸)
- یواس‌اس پاتریوت (ام‌سی‌ام-۷)
- یواس‌اس پایونیر (ام‌سی‌ام-۹)
- یواس‌اس واریور (ام‌سی‌ام-۱۰)
- یو اس اس شف

### بندر آپرا، گوام
- یوا Emory S. Land (AS-39)
- یوا Frank Cable (AS-40)
- یوا Chicago (SSN-721)
- یوا Key West (SSN-722)
- یوا Oklahoma City (SSN-723)